# Funaafou
Funaafou ou Funa'afou é uma ilha artificial construída no recife da Lagoa Lau, na costa nordeste da Ilha Malaita. Administrativamente, está na província de Malaita das Ilhas Salomão. A ilha Funa'afou, que fica perto da borda da passagem Makwanu, tem cerca de 200 habitantes. É a primeira ilha artificial construída na lagoa Lau. Segundo a história, o povo da tribo Baleo são os primeiros descendentes das Ilhas Funafou.